# 羽石寛志
羽石 寛志（はねいし ひろし）は、日本の経営情報学・経済工学者。佐賀大学経済学部経営学科教授。工学博士。工業経営研究学会第11期理事。
専門は経済工学・経済学、経営情報学・経営学、社会システム工学・マーケティング科学。

## 略歴
同志社大学経済学部卒業。2002年大阪工業大学大学院工学研究科経営工学専攻博士課程修了、工学博士（大阪工業大学）。2003年佐賀大学経済学部講師。2007年同学部准教授。2019年同学部経営学科教授。2018年より佐賀大学キャリアセンター長も務める。
主な所属学会は、日本経営工学会、日本経営システム学会、経営情報学会、日本情報経営学会、工業経営研究学会、応用地域学会、九州経済学会。
主な著書は、工業経営における人・組織と技術：第6章企業におけるICTによるコミュニケーションシステムの利用と人・組織の関係（共著、工業経営研究学会2010、学術書）。

## 主な研究
- 金融教育とキャッシュレス決済に関する実証分析 - 佐賀県の若年層を事例として[4]
- 経営学・法学におけるFinTechに関する研究
- FinTechが地域経済にもたらすインパクト - その展望と課題
- ソーシャルメディア利用による伊万里市の活性化について - 地域ブランド化の推進[5]
- 武雄市の魅力度の評価とシティプロモーション - クロス集計によるアンケート調査の基礎分析